# 聖烈特
聖烈特，是日本純種競賽馬匹。生涯稱霸中長途賽事，於1941年接連勝出橫濱農林省賞典四歲呼馬、東京優駿競走及京都農商省典四歲呼馬，成為日本國內首匹達成經典三冠的賽駒。

## 出賽前
1938年4月2日出生於岩手縣雫石村（今雫石町）小岩井農場，成長途中被馬主加藤雄策於拍賣會上以3萬2200日圓購入。
其後交由東京競馬場練馬師田中和一郎訓練。

## 競賽生涯

### 4歲（現3歲）
1941年3月15日出戰橫濱競馬場新呼馬戰，賽前僅獲得第七人氣的低評價。然而比賽開始後，其於比賽途中一直維持穩定的走勢，於直路衝出下不斷加速，最終拋離第二名5馬位輕鬆取得首勝。
2星期後隨即出戰橫濱農林省賞典四歲呼馬，賽前因前走的大勝以獲得第一人氣。比賽開始後，其和上仗一樣保持於有利位置，於直路瞬間衝出後和Minami Mor展開纏鬥，最終輕鬆單利對手下以3馬位優勢獲勝。
贏得以上賽事後，陣營安排其前往中山競馬場出戰4歲呼馬及4歲勝入賽，結果均以輕鬆的姿態取得勝利。
5月3日出戰古呼馬特別讓賽，受到58公斤重磅的影響下未能於直路壓制City Ridake以，頭差吞下生涯首敗，但於1星期後的古呼馬隨即調整狀態並取得冠軍。
5月18日按照計劃出戰東京優駿競走，賽前人氣落後手下敗將Minami Mor，但稍為壓贏中山四歲牝馬特別冠軍Branded Sole取得第二人氣。比賽開始後，其一直保持於第三左右的位置等待時機，於通過第四彎道時騎師小西喜藏指揮其逐步抽出進佔先頭的位置。進入直路後，其於前半段仍然維持均速推進，但於最後200米附近突然加速衝出，最終以近乎無視天雨造成的爛地的姿態不斷彈離對手，以8馬位的巨大優勢再度取得勝利。

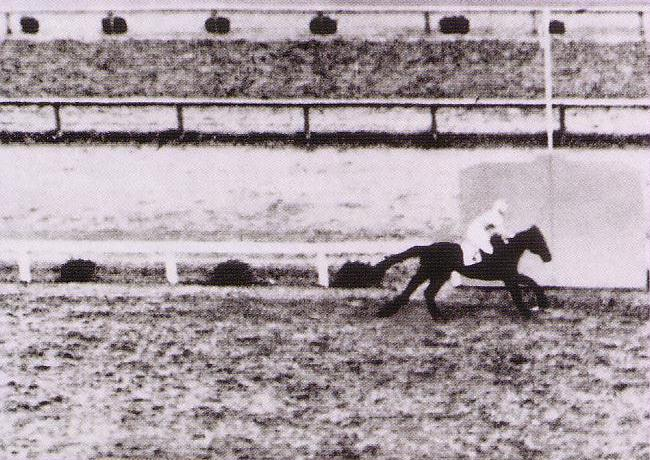
出戰東京優駿競走的聖烈特

完成東京優駿競走後進入放草，並於9月27日的古呼馬特別讓賽復出，可惜於需要背負66公斤頂磅的狀態下無法發揮優勢以第三告負。
其後出於熱身的目的再出戰多三場賽事，最終獲得兩冠一亞的戰績。
10月26日出戰大目標京都農商省典四歲呼馬，挑戰成為日本首匹三冠馬。比賽開始後，其繼續如以往日本採取先行策略保持於第二的位置，並於直路初段經已出頭。進入直路後，聖烈特於騎師小西繼續的催策之下保持督導，最終以2 1/2馬位戰勝Minami Mor，成為1939年經典三冠體制完善後的首匹三冠馬。

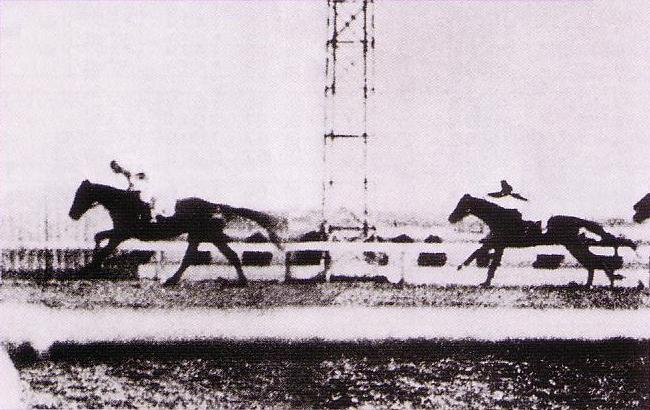
出戰京都農商省典四歲呼馬的聖烈特

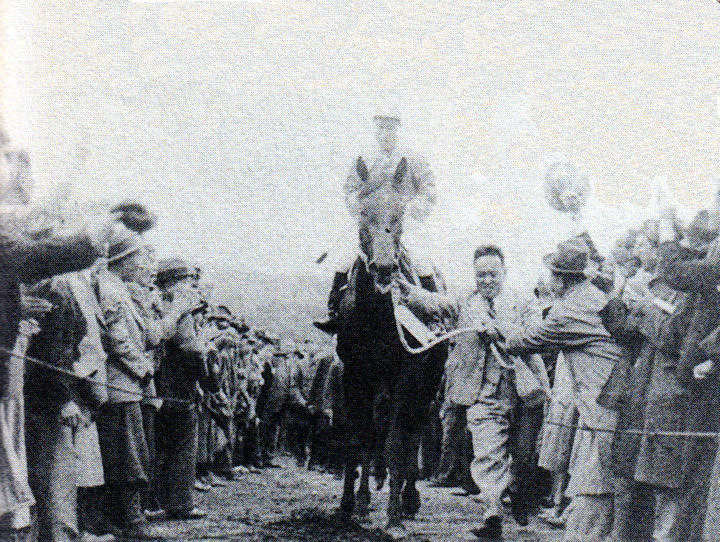
京都農商省典四歲呼馬賽後致謝

然而縱然聖烈特成功勝出經典三冠所有賽事，報導亦被其贏得東京優駿競走時少，相信是因為太平洋戰爭為日本國內帶來緊張氣氛所致。而騎師小西於勝出三冠後所獲的2700日圓特別獎金並非而現金而是以10年的國債支付，側面反應了當時日本國內的狀況。
贏得三冠後，陣營原本有意安排其出戰中山帝室御賞典，但發現聖烈特需要背負72公斤的負磅後放棄計劃，其後更安排其退役。

### 詳細賽績
| 日期       | 舉辦國家 | 馬場 | 距離   | 級別 | 賽事名稱                 | 負重 | 騎師       | 馬號 | 出馬 | 名次 | 時間     | 頭馬（二馬）    |
| ---------- | -------- | ---- | ------ | ---- | ------------------------ | ---- | ---------- | ---- | ---- | ---- | -------- | --------------- |
| 15/3/1941  | 日本     | 橫濱 | 草1700 |      | 新呼馬                   | 55   | 小西喜藏   | 6    | 12   | 1    | 1.53.0   | （Otomo）       |
| 30/3/1941  | 日本     | 橫濱 | 草1850 |      | 橫濱農林省賞典四歲呼馬   | 57   | 小西喜藏   | 5    | 8    | 1    | 1.59.2   | （Minami Mor）  |
| 5/4/1941   | 日本     | 中山 | 草2000 |      | 呼馬                     | 58   | 小西喜藏   | 1    | 4    | 1    | 2.12.8   | （Kamiwaka）    |
| 27/4/1941  | 日本     | 中山 | 草2200 |      | 呼馬                     | 58   | 阿部正太郎 | 4    | 4    | 1    | 2.23.4   | （Fast Light）  |
| 3/5/1941   | 日本     | 東京 | 草2300 |      | 古呼馬特別讓賽           | 58   | 小西喜藏   | 5    | 8    | 2    | 記錄缺失 | City Ridake     |
| 10/5/1941  | 日本     | 東京 | 草2300 |      | 古呼馬                   | 61   | 小西喜藏   | 2    | 5    | 1    | 2.27.6   | （Estates）     |
| 18/5/1941  | 日本     | 東京 | 草2400 |      | 東京優駿競走             | 57   | 小西喜藏   | 12   | 16   | 1    | 2.40.2   | （States）      |
| 27/9/1941  | 日本     | 横浜 | 草2200 |      | 古呼馬特別讓賽           | 66   | 小西喜藏   | 8    | 10   | 3    | 記錄缺失 | States          |
| 5/10/1941  | 日本     | 横浜 | 草2200 |      | 古呼馬                   | 66   | 小西喜藏   | 3    | 4    | 1    | 2.30.6   | （Estates）     |
| 12/10/1941 | 日本     | 橫濱 | 草2800 |      | 橫濱農林省賞典四五歲呼馬 | 56   | 小西喜藏   | 1    | 5    | 1    | 3.08.0   | （Miss Minami） |
| 18/10/1941 | 日本     | 京都 | 草2400 |      | 古呼馬                   | 68   | 小西喜藏   | 1    | 3    | 2    | 記錄缺失 | Kokucho         |
| 26/10/1941 | 日本     | 京都 | 草3000 |      | 京都農林省賞典四歲呼馬   | 57   | 小西喜藏   | 2    | 6    | 1    | 3.22.6   | （Minami Mor）  |

## 退役後
退役後，聖烈特成為了配種馬，岩手縣雫石村（今雫石町）小岩井農場休養，在1942年進行配種，首批子嗣於1943年出生。首批子嗣，可於1945年出賽。1947年5月11日，Olite勝出春季天皇賞，成為首匹勝出重要賽事的聖烈特子嗣。
1949年，由於戰後日本的駐日盟軍總司令禁止小岩井農場繼續生產純種馬，其被轉移到同村的岩手畜產試驗場繼續進行配種。
1965年2月1日，其於休養地因衰老以28歲（現27歲）高齡死亡。

## 血統簡介
父系Diolite為英國賽駒，曾勝出二千堅尼錦標，退役後被引入日本作為種馬，配種成績亦非常優秀。祖父Diophon亦為英國賽駒，生涯戰績非常優秀，同樣曾勝出二千堅尼錦標。
母系Flippancy為英國賽駒，生涯僅出戰一場賽事並落敗。外祖父Flamboyant為英國馬匹，因年代久遠未能查找到任何資料。

### 血統表
| 父線：Orme系（日蝕系）                                                             |                            |                  |                 |
| 種馬 Diolite 1927年（深棗色）                                                      | Diophon 1921年（栗色）     | Grand Parade     | Orby            |
| 種馬 Diolite 1927年（深棗色）                                                      | Diophon 1921年（栗色）     | Grand Parade     | Grand Geraldine |
| 種馬 Diolite 1927年（深棗色）                                                      | Diophon 1921年（栗色）     | Donnetta         | Donovan         |
| 種馬 Diolite 1927年（深棗色）                                                      | Diophon 1921年（栗色）     | Donnetta         | Rinovata        |
| 種馬 Diolite 1927年（深棗色）                                                      | Needle Rock 1915年（棗色） | Rock Sand        | Sainfoin        |
| 種馬 Diolite 1927年（深棗色）                                                      | Needle Rock 1915年（棗色） | Rock Sand        | Roquebrune      |
| 種馬 Diolite 1927年（深棗色）                                                      | Needle Rock 1915年（棗色） | Needlepoint      | Isinglass       |
| 種馬 Diolite 1927年（深棗色）                                                      | Needle Rock 1915年（棗色） | Needlepoint      | Etui            |
| 繁殖雌馬 Flippancy 1924年（深棗色）                                                | Flamboyant 1918年（棗色）  | Tracery          | Rock Sand       |
| 繁殖雌馬 Flippancy 1924年（深棗色）                                                | Flamboyant 1918年（棗色）  | Tracery          | Topiary         |
| 繁殖雌馬 Flippancy 1924年（深棗色）                                                | Flamboyant 1918年（棗色）  | Simonath         | St. Simon       |
| 繁殖雌馬 Flippancy 1924年（深棗色）                                                | Flamboyant 1918年（棗色）  | Simonath         | Philomath       |
| 繁殖雌馬 Flippancy 1924年（深棗色）                                                | Slip 1909年（棗色）        | Robert Le Diable | Ayrshire        |
| 繁殖雌馬 Flippancy 1924年（深棗色）                                                | Slip 1909年（棗色）        | Robert Le Diable | Rose Bay        |
| 繁殖雌馬 Flippancy 1924年（深棗色）                                                | Slip 1909年（棗色）        | Snip             | Donovan         |
| 繁殖雌馬 Flippancy 1924年（深棗色）                                                | Slip 1909年（棗色）        | Snip             | Isabel          |
| 雌系：號族：22-b                                                                   |                            |                  |                 |
| 五代內近親交配：Rock Sand 3×4、Donovan 4×4、St. Simon 5×4、Galopin 5×5×5、Orme 5×5 |                            |                  |                 |

## 命名由來
名字Saint Lite（セントライト）繼承自父系Diolite之名字，按照音譯可以翻譯為「聖烈特」或「聖烈治」。

## 外部連結
- 聖烈特 netkeiba.com （页面存档备份，存于）
- 血統表 （页面存档备份，存于）